# Podvorec
Podvorec es una localidad de Croacia situada en el municipio de Breznica, en el condado de Varaždin. Según el censo de 2021, tiene una población de 141 habitantes.

## Demografía
| Gráfica de población de Podvorec 1857-2021                          |
|                                                                     |
| Según los censos de población de la Oficina de Estadísticas Croata. |